# Esther Ferrer
Esther Ferrer (ur. 1937 w San Sebastian) – hiszpańska artystka intermedialna, performerka. Mieszka i pracuje w Paryżu.
Prekursorka sztuki performance w Hiszpanii (pierwsze wystąpienia w 1967). W swojej twórczości posługiwała się formami geometrycznymi, fotografią. Współtworzyła grupę ZAJ. Prezentowała swoje prace w galeriach i muzeach na całym świecie, brała udział w Art Basel, ARCO Madryt, Festiwalu Polyphonix w Mediolanie i Paryżu, Festiwalu Muzyki Eksperymentalnej w Monachium, reprezentowała Hiszpanię na Biennale w Wenecji. Kilkakrotnie prezentowała swoje performance w Polsce.